# 만파식적
만파식적(萬波息笛)은 신라의 전설적인 피리이다.
이 피리를 불면, 적병이 물러가고 병이 쾌유되며, 가뭄에는 비가 오고 장마는 개었으며, 바람이 잦아들고 물결이 평온해졌기에 이를 '온갖 파도를 잠재우는 피리'라는 뜻의 '만파식적'(萬波息笛)으로 부르고 국보로 삼았다고 한다.

## 개요
《삼국유사》에는 신라 신문왕(神文王)이 이 피리를 얻게 된 것은 바다의 용이 된 문무왕과 천신(天神)이 된 김유신이 합심하여 보내 준 것이라 하며, 이를 얻게 된 경위에 대해서 다음과 같이 전하고 있다.

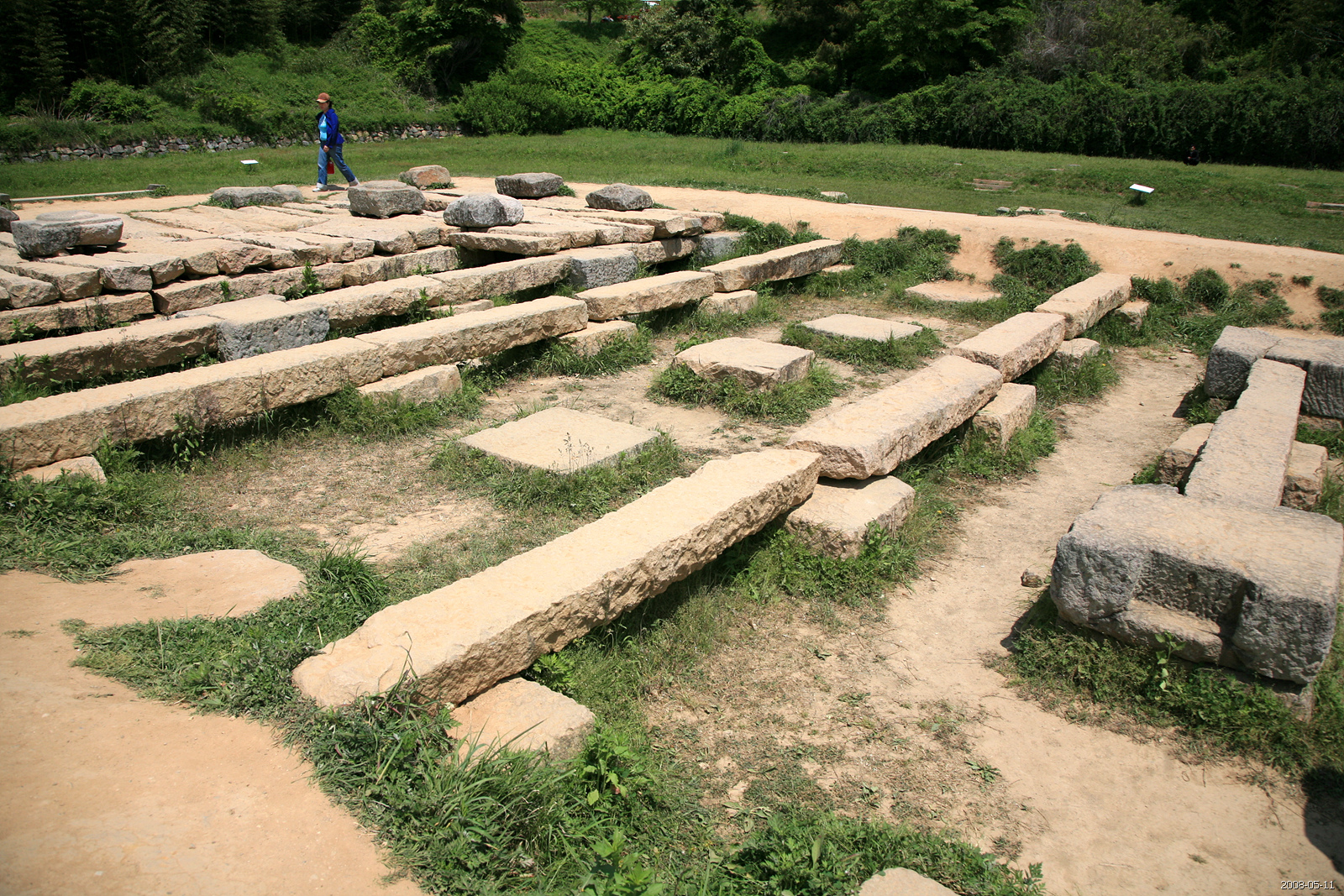
경주 감은사터. 감은사는 신문왕이 즉위(681년)한 해에 문무왕을 위해 지어졌으며, 절 아래에 바닷물이 들어올 공간을 설치해 두어 동해의 용이 된 문무왕이 절에 드나들 수 있도록 하였다고 한다.

신문왕 2년 임오(682년) 5월 초하루에 파진찬(波珍湌) 박숙청(朴夙淸)이 "동해 앞바다에 작은 산 하나가 물에 떠서 감은사(感恩寺)를 향해 오는데, 물결을 따라서 왔다 갔다 한다"고 보고하였다. 신문왕이 이를 일관(日官) 김춘질(金春質, 춘일春日이라고도)에게 점을 쳐 보게 하였고, 김춘질은 신문왕의 부왕(문무왕)께서 이제 바다의 용이 되어 삼한(三韓)을 수호하고 또 김유신(金庾信)도 33천의 한 사람으로 인간 세상에 내려와 대신이 되었는데, 두 성인(聖人)이 덕을 같이 하여 나라를 지킬 보배를 내어 주려 하는 것이며, 왕이 바다로 가면 값을 매길 수 없는 어마어마한 보물을 얻게 될 것이라고 아뢰었다.
신문왕은 그 말대로 5월 7일에 이견대로 행차하여 바다 위에 떠다니고 있다는 그 산을 바라 보면서 사자를 보내 살펴 보도록 하였는데, 산의 형세는 거북이의 머리 같고, 그 위에 한 줄기 대나무가 있는데, 낮에는 둘로 쪼개졌다가 밤에는 하나로 합쳐졌다(일설에는 산도 대나무를 따라 밤낮으로 합치고 갈라지고를 반복하였다고 한다). 사자의 보고를 들은 왕은 그날 감은사에서 유숙하였는데, 이튿날 오시(午時)에 대나무가 하나로 합쳐지더니 천지가 진동하며 비바람이 몰아쳐서 이레 동안이나 온통 어둡다가 16일이 되어서야 바람이 잦아들고 물결도 평온해졌다.
신문왕이 배를 타고 그 대나무가 있는 산으로 들어가자, 용이 나타나 검은 옥대(玉帶)를 바쳤다. 신문왕이 용에게 산과 대나무가 갈라지기도 하고 합해지기도 하는 이유를 묻자 용은 손뼉을 한 손으로 치면 소리가 나지 않고, 두 손으로 쳐야 소리가 나는 것처럼 이 대나무도 하나로 합쳐진 뒤에야 소리가 나는데, 성왕(聖王)께서 '소리'로써 천하를 다스릴 좋은 징조라고 일러 주며 이 대나무를 가지고 피리를 만들어 불면 천하가 화평할 것이라고 알려 주었다. 그 섬과 대나무는 바다의 용이 된 문무왕과 천신이 된 김유신이 함께 보내 온 것이었다.
신문왕은 오색 비단과 금과 옥을 용에게 주고, 사자를 시켜 대나무를 베어서 바다에서 나왔다. 그러자 산과 용은 갑자기 사라져 보이지 않았다. 왕은 그날 감은사에서 묵고 다음날 17일에 기림사(祗林寺) 서쪽 냇가를 거쳐 서라벌로 돌아온 뒤, 대나무로 피리를 만들어 월성(月城)의 천존고(天尊庫)에 간직하고 국보로 삼았다.
《삼국사기》 악지에는 고기(古記) 인용으로 "신문왕 때에 동해(東海) 가운데에 홀연히 작은 산이 나타났는데, 모습이 거북이 머리와 같았다. 그 위에 한 그루의 대나무가 있어서 낮에는 갈라져 둘이 되었다가 밤에는 합해져 하나가 되었다. 왕이 사람을 시켜 베어다가 적(笛)을 만들고 이름하여 만파식(萬波息)이라 하였다.”라고만 언급되어 있고 《삼국유사》와 같은 장황한 이야기는 싣지 않았으며, 유교적인 관점에서 '괴이하여 믿을 수 없다'고 평하였다.
《삼국유사》에는 또 원성왕(元聖王)의 아버지인 대각간(大角干) 김효양(金孝讓)이 만파식적을 아들에게 전했다고 한다.

### 만파식적 이야기의 배경 시점에 대한 논의
《삼국유사》에는 신문왕이 만파식적을 만들게 될 대나무를 얻어 돌아오다 기림사 서쪽 냇가에서 잠시 어가를 멈추고 점심을 먹을 때 태자 이공(理恭)이 대궐을 지키고 있다가 말을 달려와서 하례하고 부왕을 뵙고는 왕이 용으로부터 받은 옥대는 그 쪽들이 모두 진짜 용으로 이루어져 있다며 쪽 하나를 떼어서 물에 넣어 볼 것을 권했는데, 이에 신문왕이 옥대 왼편 두 번째 쪽을 떼어 시냇물에 넣었더니 그 쪽은 곧 용이 되어 하늘로 올라갔고, 쪽을 넣었던 그 자리는 연못으로 변했으므로 그 연못을 용연(龍淵)이라고 불렀다고 한다.
여기서 태자 이공이 등장하는 것에 대해 시대적으로 맞지 않는다는 지적이 있어 왔는데, 1990년에 두창구(杜鋹球)는 ｢만파식적고｣(萬波息笛考)에서 《삼국사기》에 따르면 태자 이공 즉 효소왕이 태어난 것은 신문왕 7년(687) 봄 2월의 일이고, 신문왕 11년(691) 봄 3월 1일에야 왕자 이홍(理洪)이 태자로 봉해졌으므로 《삼국유사》에서 신문왕 2년(682년)이라고 한 것과는 서로 연대가 맞지 않는다고 지적하였다. 두창구는 《삼국유사》 주기(注記)에서 "일본(一本)에는 천수(天授) 원년(690년, 신문왕 10년)이라 했다"라고 한, 정작 일연은 잘못된 기록이라고 부기했던 시점이 오히려 실제 만파식적 이야기의 배경 시점으로 보아야 한다고 하였다. 아울러 삼국사기 신문왕 9년(689년)에 월성군(月城郡)에 행행하였다는 것이나 이 해에 달구벌(達句伐)로 도읍을 옮기려 한 것이 이보다 2년 전인 동왕 7년(687년) 오묘(五廟)에 치제(致祭)한 사연과 연관되어 있다고 볼 때 이것이 만파식적의 성립 배경의 단서가 될 수 있을 것이라고 하였다.
하지만 두창구의 설을 따라 만파식적 이야기의 배경이 690년이라고 한다 해도 690년 당시에는 이공의 나이가 네 살이었으므로 네 살에 불과한 아이가 삼국유사에 언급된 것처럼 행동했다는 것이나 날짜를 '임오 5월 초하루'라고 명시된 것을 어떻게 부정할 것이냐 하는 문제를 안고 있다.

## 만파식적 전설
《삼국유사》에는 만파식적을 얻은 이후 있었던 이야기가 전해지고 있다.

### 국선을 되찾아온 이야기
신문왕의 뒤를 이어 즉위한 효소왕 대인 천수(天授) 4년 즉 장수(長壽) 2년 계사(693년) 3월 11일에 당시의 국선(國仙) 부례랑(夫禮郞)이 낭도들을 거느리고 금란(金蘭) 땅으로 출유했다가 북명(北溟)에서 적적(狄賊)들에게 납치당했다. 문객들은 모두 어찌할 줄을 모르고 돌아왔으나 부례랑의 낭도였던 안상(安常) 한 사람이 이를 뒤쫓아 국경을 넘어갔다.
부례랑이 납치되었다는 소식이 전해졌을 때, 상서로운 구름이 천존고(天尊庫)를 덮는 일이 벌어졌는데, 효소왕이 사람을 시켜 조사해 보니 천존고에 보관되어 있던 만파식적과 현금(玄琴)이 모두 사라지고 없었다. 효소왕은 거듭되는 사태에 한탄하면서 창고지기 김정고(金貞高) 등 다섯 명을 하옥하였다. 4월에는 온 나라에 현상금을 걸고 거문고와 피리를 찾는 자는 1년치 조세를 상금으로 주겠다고 하였다.
두 달 뒤인 5월 15일, 앞서 부례랑의 부모인 살찬(사찬) 대현(大玄)과 용보 부인(龍寶夫人) 부부가 백률사(栢栗寺)의 대비상 앞에 나아가서 며칠에 걸쳐 천제(天帝)에게 기도하고 있었는데, 문득 백률사의 향탁(香卓) 위에 현금과 만파식적이 모두 놓여 있고, 부례랑과 안상 두 사람도 모두 불상 뒤에 있었다. 대현 부부는 기뻐하고 또 놀라면서 어떻게 된 것인지 물었는데, 부례랑이 말해 준 이야기는 다음과 같았다.
부례랑은 적적에게 붙잡혀 간 뒤 그 나라의 대도구라(大都仇羅)라는 집의 목동이 되어 대오라니(大烏羅尼) 들판에서 방목을 하고 있었는데, 어느 날 위의가 단정한 한 승려가 거문고와 피리를 들고 부례랑 앞에 나타나서 고향 생각을 하고 있느냐고 물었고, 부례랑이 임금과 부모님을 그리워하고 있음을 털어 놓자 승려는 자신을 따라오라고 하고는 부례랑을 바닷가로 데리고 갔는데, 바닷가에서 안상과 만나게 되었다. 승려는 들고 있던 피리를 둘로 쪼개어 부례랑과 안상이 각자 한쪽씩 나눠 타게 하고 자신은 거문고를 타고 바다 위에 떠서, 잠깐 사이에 백률사에 도착해 있었다는 것이다.
이를 들은 효소왕은 크게 놀라며 사람을 보내어 부례랑을 대궐로 맞아들이고 현금과 만파식적도 대궐 안으로 옮기게 하였다. 또한 부례랑과 안상이 돌아올 수 있었던 것이 백률사 대비상의 영험이라 하여 백률사에도 많은 시주를 거행하고, 백률사의 주지를 봉성사로 옮기도록 하였다. 온 나라에 크게 사면하였으며 관인들에게는 관작 3급을 올려 주고 백성들에게도 3년치 조세를 면제해 주었다. 부례랑과 그 아버지 대현은 각각 대각간(大角干)과 태대각간(太大角干)이 되었고, 어머니 용보부인은 사량부(沙梁部) 경정궁주(鏡井宮主)가 되었으며 안상은 대통(大統)이 되었다. 또한 앞서 천존고의 창고지기로 감옥에 갇혔던 이들도 모두 풀려나고 관작이 각기 5급씩 올랐다.
그런데 6월 12일과 17일에 혜성(彗星)이 동쪽과 서쪽에 각각 나타나자 이를 일관을 시켜 점쳐 보게 하였더니 현금과 만파식적의 영험에 대해서 관작을 봉하지 않아서라는 괘가 나왔고, 이에 효소왕이 만파식적을 만만파파식(萬萬波波息)이라고 부르게 하자 혜성이 이내 물러갔다고 한다.

### 일본의 사신이 만파식적을 청한 이야기
원성왕이 만파식적을 전해 받고 왕으로 즉위한 뒤인 당 정원(貞元) 2년 병인(786년) 10월 11일에 일본왕 문경(文慶)이 군사를 일으켜 신라를 치려 했으나 신라에 만파식적이 있다는 말을 듣고 군사를 돌렸으며, 대신 금 50냥을 사신에게 주어 신라로 보내 만파식적을 청했다. 원성왕은 상대(上代)의 진평왕(眞平王) 때에 그런 것이 있었다고는 들었지만 지금은 어디 있는지 모른다고 대답하고 사신을 돌려 보냈다. 이듬해(787년) 7월 7일에도 일본에서 다시 사신이 와서 만파식적을 요청하면서 금 1천 냥을 바치고, 그 신물(神物)을 보기만 하고 다시 돌려보내겠다고 했지만 원성왕은 지난번과 같은 대답으로 이를 사양하며 돌려 보내고, 대신 은 3천 냥을 사신에게 주었다. 일본의 사신은 한 달 뒤인 8월에 돌아갔고, 원성왕은 만파식적을 내황전(內黃殿)에 보관하게 하였다.
《삼국유사》에는 '일본 왕 문경'에 대해서 《일본제기》(日本帝紀)라는 문헌을 인용하여 일본의 제55대 문덕(文德, 재위 850 ~ 858)을 가리키는 듯하다고 하였는데, 이 문덕(몬토쿠 천황)의 태자라는 설도 있다는 주기를 붙였다.
한편 일본의 《문덕천황실록》에는 몬토쿠 천황 재위기에 신라에 사신을 보냈었다는 언급을 찾아볼 수 없다. 다만 12세기에 성립된 일본의 설화집 《곤자쿠 이야기집》(今昔物語集) 권14 '조복법(調伏法)의 영험력(靈驗力)에 의해 도시히토(利仁) 장군이 죽은 이야기'라고 해서, 몬토쿠 천황 때에 진주후쇼군(鎮守府将軍) 후지와라노 도시히토(藤原利仁, 생몰년 미상)라는 인물이 신라 정토(征討)를 명받았다는 이야기가 실려 있다. 신라측은 일본이 신라를 정벌하려 한다는 이야기를 사전에 알고 당(唐)의 법전(法全)이라는 아사리(阿闍利)를 불러 들여 조복(調伏) 기도를 올리게 하였는데, 마침 당에 유학하여 법전 아사리로부터 사사하고 있던 일본의 승려 엔친(円珍)도 이 조복기도에 가담하였다. 조복기도 이레째, 진군하던 도중에 병으로 야마자키에 머무르고 있던 후지와라노 도시히토는 별안간 자리에서 벌떡 일어나 허공을 향해 마구 칼을 휘두르다가 쓰러져 사망하였다고 한다.
《다몬슈》(打聞集)나 《고지단》(古事談)에도 《곤자쿠 이야기집》과 같은 계통의 설화가 기재되어 있으며, '신라 정토' 설화가 성립되었을 인세이 시기에는 영웅적 무인으로서의 후지와라노 도시히토의 원형이 만들어져 있었다. 후지와라노 도시히토의 신라 정토 설화는 《오토기조시》에서의 '도시히토 장군의 당토(唐土) 정토 이야기'의 골격이 되었다. 다만 후지와라노 도시히토는 몬토쿠 천황 때의 인물이 아니었고, 그가 맡은 진주후쇼군이라는 직책도 일본 동북쪽 미치노쿠 방면의 방비가 주요 임무였기에, 후지와라노 도시히토에 대한 확실한 기록이 일찍 사라져 버리면서 만들어진 이야기로 여겨지고 있다. 《고지단》에서는 비슷한 이야기를 재수록하면서 우다 천황(宇多天皇) 때의 일이라고 하였다.

## 신라옥적

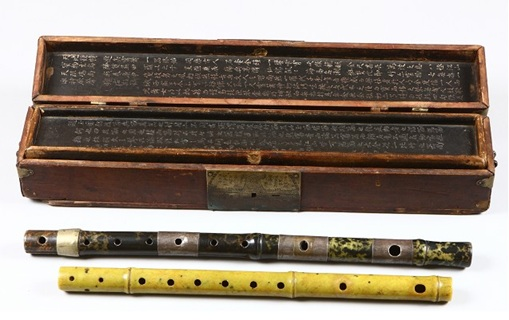
국립경주박물관에 소장되어 있는 신라옥적. 2013년 국립경주박물관에서 개최한 특별전 '조선 시대의 경주'에 전시되었다.

신라의 수도였던 경주에는 신라옥적(新羅玉笛)이라 불리는, 옥으로 제작된 피리가 경주의 객사인 동경관(東京館)에 보관되고 있었다. 조선 시대에는 이 신라옥적을 만파식적과 동일시하여 보관하였다.
이 피리는 또한 조령(문경새재)을 넘어가면 소리가 나지 않았다고 전한다. 이 전설은 조선 후기에까지 언급될 정도로 널리 알려져 있었다. 신라가 멸망한 뒤에 경주를 떠나 서울로 옮겨지게 되었으나 피리는 소리가 나지 않았고, 신라 경내로 들어오자 다시 소리가 났다. 이러한 일이 반복되자 이를 가져오지 말고 경주에 그대로 보관하게 하였고, 이후 조선 시대까지 경주의 객사에서 보관하게 되었다는 것이다.
조선 시대에도 경주의 신라옥적에 대해서는 널리 알려져 있어서, 성현이 신라옥적에 대한 시를 남기기도 했고 연산군이 이 옥적을 서울로 가지고 오게 해서 내고에 간수하게 하였다는 기록이 실록에 전하고 있다.
신라옥적은 임진왜란 때에 동경관이 소실되었을 때 행방불명되었고, 광해군 때 경주부윤이 옛 모습을 상고해 새로 만들게 하였다. 조선 숙종 16년(1690년), 동경관에서 일하던 향리 김승학(金承學)이 폭우로 무너진 동경관의 담장을 보수하다가 전란 중에 누군가가 감추었던 것으로 보이는 문제의 옛 옥피리를 찾아냈다고 한다. 김승학은 피리를 집으로 가져가 죽을 때까지 보관했지만 그가 숙종 33년(1707년) 사망한 뒤에 관아에 그 사실이 알려졌고, 관아에서는 이 피리를 진품 신라옥적으로 간주하여 압수해 다시 동경관에 보관하였다.
《동경잡기》에는 옥피리가 불에 타고 부서져 10여 조각이 났고, 김승학이 이를 사사로이 숨겨 두고 있다가 그만 가운데를 부러뜨렸는데, 경주부윤 이인징이 부러지고 갈라진 부분을 밀랍으로 붙이고 은으로 도장을 했고, 세 마디에 구멍은 아홉 개였다고 적고 있다.
1909년 4월 일본의 부통감 소네 아라스케 일행이 경북 경주군(현 경주시)를 현장 시찰한다는 명목으로 옛 경주 관아를 사흘에 걸쳐 수색했고, 누군가가 관기(官妓)를 관리하던 건물의 땔감 창고에 숨겨 두었던 신라옥적을 찾아내 이를 이듬해 경성으로 반출했다. 이후 신라옥적은 이왕가박물관에서 보관하게 되었다.
1921년 9월 경주 노서리 언덕에서 공사 도중 우연히 신라 왕릉인 금관총(金冠塚)이 발견되었을 때에도 조선총독부는 출토 유물들을 경성으로 옮기려 했지만 이를 반대하는 주민 여론에 밀려 포기했다. 당시 경주 유지로 있던 조선인과 일본인 19명이 1921년 10월 15일 총독부에 청원서를 제출하여 금관총 출토품과 더불어 신라옥적을 경주로 되돌려 놓을 것을 요구했다.
예전에 신라 국보의 전설이 전해진 옥적 기타를 당시 위정자가 다른 곳으로 옮긴 것은 우리의 특별한 원한이 되어 왔는데 이번에 또 우리가 발견한 소중한 유물이 이관된다는 이야기를 들어 감분(感憤)을 가라앉힐 수 없습니다.

이 청원서에는 당시 경주고적보존회의 중심 인물이자 총독부박물관 경주분관장을 지내는 등 총독부와 연줄이 있었던 모로가 히데오(諸鹿央雄)도 참여했는데, 그는 지역 유지로서 자신의 명성을 드높이기 위해 경주 주민들의 요청을 받아들였다. 1923년 금관총 출토 유물과 신라옥적이 경주로 돌아와 1924년에 경주박물관에 보관될 수 있었다. 신라옥적이 반출된지 14년 만이었다.
이후 관람객에게는 오랫동안 비공개였다가 2011년 특별전시회에서 만파식적이라는 이름으로 임시로 진열됐고, 특별전이 끝난 뒤 다시 수장고에 들어갔다.
조선 후기의 실학자 정약용은 이러한 설에 대해서 신라옥적은 굵기가 통통하고 손가락 대는 부분 구멍이 좁은 것이 보통 피리와 미묘하게 다르다는 점을 지적하며, 경주 사람들이야 이런 모양의 피리를 일상적으로 어려서부터 접해 왔으니 익숙하게 다룰 수 있었겠지만 경주 외의 다른 지방 사람들은 신라옥적과 같은 모양의 피리를 다루는 데에 익숙하지 않아서 연주가 서툴러서 소리가 나지 않았던 것뿐이고, 덤으로 경주 사람들이 이런 형태의 피리에 익숙하다는 게 알려지면 경주를 떠나 다른 지방으로 누차 불려 올라가게 될 것이 귀찮아서, 그리고 다른 지방에 옥적이 넘어가 다시는 돌아오지 못하게 될 것을 염려해서 지어낸 거짓말이라고 해석했다.

## 참고 문헌
- 아라키 준 (2020년 12월). “일제강점기 경주의 유물 반출 훼손과 조선인의 대응-신라옥적과 일승각의 사례를 중심으로”. 《고고학지》 (국립중앙박물관) (26).
- 阿部幹男 (2004년 1월 21일). 《東北の田村語り》. 三弥井民俗選書. 三弥井書店. ISBN 4-8382-9063-2.
- 関幸彦 (2019년 12월 10일). 《英雄伝説の日本史》. 講談社学術文庫 2592. 講談社. ISBN 978-4-06-518205-5.
- 桃崎有一郎 (2018년 11월 10일). 《武士の起源を解きあかす: 混血する古代、創発される中世》. ちくま新書. 筑摩書房. ISBN 978-4-480-07178-1.

## 같이 보기
- 백률사
- 삼기팔괴